# فيليبي لويس

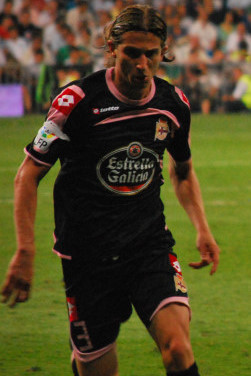
فيليبي لويس كاسميرسكي

فيليبي لويس كاسميرسكي (بالبرتغالية: Filipe Luís Kasmirski) (مواليد 9 أغسطس 1985 في خاراغوا دو سول - البرازيل) لاعب كرة قدم برازيلي يلعب حاليا لصالح نادي فلامنغو البرازيلي في مركز الظهير الأيسر كما يجيد اللعب في مركز الوسط الأيسر.

## الإنجازات

### الأندية
أتلتيكو مدريد
- الدوري الإسباني (1): 2013–14
- كأس ملك إسبانيا (1): 2013
- الدوري الأوروبي (2): 2012[8]، 2018[9]
- كأس السوبر الأوروبي (2): 2012[10]، 2018[4]
- دوري أبطال أوروبا وصيف: 2013–14، 2015–16[11]

 تشيلسي
- الدوري الإنجليزي (1): 2014–15[12]
- كأس رابطة الأندية الإنجليزية المحترفة (1): 2015

 فلامنغو
- الدوري البرازيلي (1): 2019[13]
- كوبا ليبرتادوريس (1): 2019[14]
- كأس السوبر البرازيلي (1): 2020
- ريكوبا سودأمريكانا (1): 2020
- بطولة كاريوكا (1): 2020
- كأس العالم للأندية وصيف: 2019

### المنتخب
البرازيل
- كوبا أمريكا (1): 2019[15]
- كأس القارات (1): 2013[16]

## روابط خارجية
- فيليبي لويس على موقع الاتحاد الدولي (مؤرشف)  (الإنجليزية)
- فيليبي لويس على موقع الاتحاد الأوربي (الإنجليزية)
- فيليبي لويس على موقع قاعدة بيانات كرة القدم.إي يو (الإنجليزية)
- فيليبي لويس على موقع ليكيب (الفرنسية)
- فيليبي لويس على موقع ناشيونال فوتبول تيمز (الإنجليزية)
- فيليبي لويس على موقع Soccerbase.com (لاعب) (الإنجليزية)
- فيليبي لويس على موقع Soccerway.com (الإنجليزية)
- فيليبي لويس على موقع عالم كرة القدم.نت (الإنجليزية)
- فيليبي لويس على موقع كووورة
- فيليبي لويس على موقع AS.com (الإسبانية)